# Anatolij Kostenko
Anatolij Vladimirovitj Kostenko (ryska: Анатолий Владимирович Костенко), född 2 mars 1998, är en rysk fäktare som tävlar i sabel.

## Karriär
Vid EM 2025 i Genua tog Kostenko brons tillsammans med Dmitrij Danilenko, Pavel Graudyn och Kirill Tiuljukov i lagtävlingen i sabel efter att ha besegrat Frankrike i bronsmatchen.